# 鋸南保田インターチェンジ
鋸南保田インターチェンジ（きょなんほたインターチェンジ）は、千葉県安房郡鋸南町保田にある富津館山道路のインターチェンジ。鴨川市の最寄りインターチェンジのひとつである。

## 道路
- E14 富津館山道路（22番）
- 千葉県道34号鴨川保田線

## 歴史
- 1999年（平成11年）3月27日 : 富津竹岡IC - 鋸南富山IC開通に伴い、供用開始。
- 2018年（平成30年）3月24日 : 国土交通省の社会実験事業として、高速道路一時退出実験の試行開始[1]（ETC2.0搭載車に限定して、当ICで流出し、隣接する道の駅保田小学校に立ち寄り後、1時間以内に当ICから再流入して順方向に利用の場合、目的地まで高速道路を降りずに利用した場合と同じ料金に調整される。）。
- 2020年（令和2年）3月27日 : 高速道路一時退出実験の退出可能時間がそれまでの1時間以内から3時間以内に引き上げられる[2]。
- 2022年（令和4年）7月1日 : 高速道路一時退出実験の退出可能時間がそれまでの3時間以内から2時間以内に変更[3]。

## 周辺
- 道の駅保田小学校
- 国道127号
- 保田中央海水浴場（元名海岸）
- 鋸山
- 保田駅

## 隣
E14 富津館山道路
(21)富津金谷IC - (22)鋸南保田IC  - (23)鋸南富山IC